# Staromarjewka
Staromarjewka (ros. Старомарьевка) – wieś w Rosji, w Kraju Stawropolskim, w rejonie graczowskim. W 2021 liczyła 6889 mieszkańców.